# Svjetsko prvenstvo u alpskom skijanju 1999.
35. svjetsko prvenstvo u alpskom skijanju održano je u SAD-u od 2. veljače do 14. veljače 1999. godine.